# Relationer mellan Brunei och Malaysia
Brunei och Malaysia är grannländer och är båda medlemmar i ASEAN och har goda relationer. Diplomatiska relationer knöts i januari 1984.
Bruneis export till Malaysia var värd 560 miljoner bruneiska dollar, medan importen var 991 miljoner. Personer från Brunei gjorde approximativt 1 230 000  besök till Malaysia 2014.